# ロックマン・ザ・パワーバトル
『ロックマン・ザ・パワーバトル』（ROCKMAN THE POWER BATTLE）は、カプコンより発売された日本のアーケードゲーム。ジャンルはアクションゲームで、1995年に稼動開始した。CPシステム（以下、CPS）でリリースされた最後のタイトルだが、CPシステムII（以下、CPS2）版もごく少数が生産されている。

## 概要
ロックマンシリーズの中で、アーケードゲームとして登場した初の作品。複数のステージを任意の順番で選択し、ボスキャラクターを倒すことで特殊武器を手に入れていくシステムはナンバリング作品（以下、「本編」）などと同様だが、本作品はボス戦のみで構成されているのが特徴である。また、ダウンやそこからの移動起き上がり、さらに2作目『ロックマン2・ザ・パワーファイターズ』ではガード（敵のみ）や必殺技といった対戦型格闘ゲームの要素も多少取り入れられている。
ボスキャラクターは歴代のロックマンシリーズ（それまでに発売されていた『ロックマン』 - 『ロックマン7』）から選出されたものになっている。アクションのパターンも本編より多彩となり、一部を除きキャラクターボイスも付加されている。また手に入る特殊武器の性能も、本編と異なっているのもあり、弱点武器などでは足止めなどの特殊なリアクションも付加された。
プレイヤー側もロックマン、ブルース、フォルテの特徴が異なる3人のキャラクターの中から選択することが可能。キャラクターごとの移動技（壁げり、スーパージャンプなど）を使用することで本編とは異なる感覚のアクションが可能。2人同時プレイも可能で、協力してボスキャラクターと戦うことができる。チャージショットはヒットさせると相手をひるませることができる他、ライフが少なくなるとチャージショットが「パワーアップチャージショット」にパワーアップする。
残機（プレイヤーストック）の概念がなく、ライフエネルギーが0となるか、タイマーが0となった時点でゲームオーバーとなる。クレジットがあればコンティニューが可能で、ゲームオーバーになった状態から再スタートできる。またその際に操作キャラクターの変更も可能。

### 音楽について
本作の各ステージのBGMはほとんどが本編の作品の曲をアレンジしたものになっている（イエローデビルおよびVAN・プーキンのステージBGMのみ本作オリジナル）。本作の稼動から程なくしてこれらのBGMが収録されたサウンドトラックが発売され、一部の曲はのちに発売されたPlayStation版『ロックマン』 - 『6』のナビモードでも使用されている。

## ストーリー
西暦20XX年。ロボット工学の第一人者であるライト博士の研究によって、人間とロボットが平和に暮らせる時代。しかし悪の天才科学者・Dr.ワイリーがライト博士が作った工業用ロボットを悪用し、世界征服を企んだ。ライト博士は家庭用ロボット「ロック」をやむなく戦闘用ロボット「ロックマン」に改造した。それから、ロックマンとDr.ワイリーとの戦いが始まった。

## 登場キャラクター
キャラクターのグラフィックは『ロックマン7』と同様で、『ロックマン6』以前のキャラクターも『ロックマン7』準拠のグラフィックに一新された。ロックマンとの身長差は、FC版に合わせられている。

### プレイヤーキャラクター
各キャラクターは、一部性能差が存在する。
ロックマン（Rockman）
声 - 椎名へきる
ライト博士によって生み出され、戦闘用に改造された家庭用ロボット。ダッシュは本編と同じく、姿勢が低くなるスライディングを使用する。
ダッシュが他2人と比べて姿勢が低くなるので他の2人では潜れない攻撃を潜ることができる。
武器はロックバスター（ノーマルショット：連射限度4発）、チャージショット（チャージショット）、ロックバスター（パワーアップチャージショット）。

ブルース（Blues）
声 - 山野井仁
ライト博士が製作した試作ロボット。プレイヤーキャラクターとして操作できるようになったのは本作が初めて。ダッシュは盾を構えて前傾姿勢で行う（防御能力そのものはない）。
3人の中では最もバスターの弾速が早い。
武器はブルースバスター（ノーマルショット：連射限度2発）、ブルースストライク（チャージショット）、ハイパーストライク（パワーアップチャージショット）。

フォルテ（Forte）
声 - とべこーじ
Dr.ワイリーがロックマンに対抗して製作したロボット。性能は上記の2人と大差はなく、のちに発売された『ロックマン&フォルテ』のものとは異なる。ダッシュも『ロックマン&フォルテ』のものとは異なり、体を水平にして低く短い跳躍をしながら前進する。
ダッシュがショートジャンプであるため、設置物に対しては強い。
武器はフォルテバスター（ノーマルショット：連射限度：3発）、フォルテブラスト（チャージショット）、メガブラスト（パワーアップチャージショット）。

### その他のキャラクター
Dr.ライト（Dr.Right）
ラッシュ（Rush）
ロール（Roll）
ライトット（Rightot）
Dr.ワイリー（Dr.Wily）
声 - 石森達幸
ワイリー以外は、ロックマンのエンディングに登場する。

### ボスキャラクター
設定などに関しては解説文中の各作品へのリンクを参照。ここでは本作におけるゲーム上の特徴を中心に述べる。
プレイヤーとコースを選ぶと、ステージセレクト画面に移る。本編と違いステージセレクト画面にはボスのグラフィックが表示されず、カーソルも低速度でルーレットのように自動的に動く。このため任意のボスを選択するには、どのステージにいるかを覚えたうえでタイミングよくボタンを押す必要がある。
ボスのライフは後に選択したものほど多くなるようになっており、1番目・2番目に選んだボスはライフが少ないだけでなく一部の攻撃を使ってこない。

#### 『ロックマン』 - 『ロックマン2』
カットマン（Cutman）
『ロックマン』より。ステージはワイリータワー。素早く走り回ったりジャンプしたりしつつ頭のカッター（鋏）をブーメランのように飛ばして攻撃してくる。本編と違い、2 - 4発同時に飛ばすこともある。
弱点武器は（発射した）リーフシールド。
ガッツマン（Gutsman）
『ロックマン』より。ステージは市街地。本編と同じくジャンプで移動し、岩を投げたり砕いて破片を撒き散らしたりして攻撃してくる。時おりタックルで突進してきたりもする。通常のボスと異なり、チャージショットなどで吹っ飛ばすことができない。
弱点武器はクラッシュボム（の爆風）。
アイスマン（Iceman）
『ロックマン』より。ステージは氷上基地。本編と同じ垂直ジャンプからのアイススラッシャー（つらら）連射のほか、雨雲を発生させて雪の結晶を降らせたりもする。
なお、BGMは『ロックマン7』のフリーズマンステージのアレンジバージョンとなっている。
弱点武器はスーパーアーム。
クラッシュマン（Crashman）
『ロックマン2』より。ステージは工場。本コース独自のギミックとして、左右にダスト・シュートが設置されており、入ると真上の出口から出てくるようになっている。
ドリル付きの爆弾「クラッシュボム」を使いこなす。本編と同様のジャンプからの投下のほか、地面を走りながら撒いたりもする。なお攻撃判定は爆風にしか無く、ボム自体に当たってもダメージは受けない。
弱点武器はローリングカッター。
ヒートマン（Heatman）
『ロックマン2』より。ステージは気象研究所。本コースでは広さが1画面分程度となっている。
ジャンプで移動し、地面に着弾すると火柱をあげる火炎弾を撒いて攻撃してくる。時おり炎を纏って体当たりしてきたり、左右に大型の火炎弾を放ったりもする。
弱点武器はアイススラッシャー。
ウッドマン（Woodman）
『ロックマン2』より。ステージはジャングル。本編と同様ジャンプでの体当たりや木の葉による攻撃（リーフシールド＋上方からの木の葉、木の葉は真下だけでなく斜めに降らせたりもする）の他、丸太状に変形して地面を転がったりステージ内を跳ね回ったりもする。リーフシールド展開中は無敵だが、丸太状のときはダメージを与えることが可能。
弱点武器はアトミックファイヤー（の火柱）。

#### 『ロックマン3』 - 『ロックマン6』
マグネットマン（Magnetman）
『ロックマン3』より。ステージはワイリータワー。本編と同じくジャンプで移動し、垂直ジャンプからのマグネットミサイル3連射やプレイヤーを引き寄せる磁力のバリアを使ってくる。画面端からミサイルを一度に4発放ったり、2箇所にテレポートしながらバリアを使ったりもする。
弱点武器はダストクラッシャー。
ジェミニマン（Geminiman）
『ロックマン3』より。ステージは氷上基地。最初は2体に分身してステージ中をぐるぐる回るような動きをするが、ライフが減ると1体に戻ったり再度分身したりしながらエネルギー弾や壁で反射するジェミニレーザーを放ってくる。チャージショットなどで吹っ飛ばない。
弱点武器はマグネットミサイル。
ダストマン（Dustman）
『ロックマン4』より。ステージは工場。ジャンプで移動し、2種類の軌道のジャンク弾を使い分けてくる。また頭上のダクトでプレイヤーを吸い込んだりもする。吸い込み攻撃中は無敵。
弱点武器は（発射した）プラントバリアー。
ジャイロマン（Gyroman）
『ロックマン5』より。ステージは気象研究所。本コースでは右から左への強制スクロールになっている。
プレイヤーに反応して方向を変えるプロペラ型の弾が武器で、地上から単発で放ったり、空を飛んで空中でテレポートしたのち3 - 4発同時に放ったりする。空中から急降下で体当たりしたりもする。
弱点武器はナパームボム。
ナパームマン（Napalmman）
『ロックマン5』より。ステージは市街地。脚のキャタピラを利用して動き回り、前方へのミサイル連射や肩からの誘導ミサイル、また腕から地面を跳ね回る爆弾を発射したりして攻撃する。
弱点武器はジェミニレーザー。
プラントマン（Plantman）
『ロックマン6』より。ステージはジャングル。ゆっくり歩きながら、腕の銃口からエネルギー弾や花型の子分に変わる種を発射して攻撃してくる。時おりバリアー（プラントバリアー）を纏って大ジャンプしたあとそのバリアーをプレイヤーに向かって飛ばしたりもする。バリアーを纏っている間は無敵。
弱点武器はジャイロアタック。

#### 『ロックマン7』
すべて『ロックマン7』より。
フリーズマン（Freezeman）
ステージは氷上基地。左右に走りながら時おりジャンプし、氷塊を前方へ飛ばしてくる。また上方へつららを放って画面全体に降らせたりもする。
なお、自身のステージのBGMはアイスマン戦に使用しているため、BGMは『ロックマン3』のジェミニマンステージのアレンジバージョンを使用している。
弱点武器は（発射した）ジャンクシールド。
ジャンクマン（Junkman）
ステージは工場。ジャンプで移動し、エネルギー弾を投げたり鉄屑を纏ってバリアにしたりする。ライフが減ってくるとジャンプ後の着地の振動で上から鉄屑を降らせたり、固めた鉄屑を前方に突き飛ばしたりして攻撃してくる。
弱点武器はサンダーストライク。
クラウドマン（Croudman）
ステージは気象研究所。ヒートマン戦と同様、広さが1画面分程度となっている。
ふわふわ空中を飛んだのち、雷を落とし地面に走らせて攻撃してくる。暴風雨を起こし、プレイヤーを吹き飛ばしたりもする。チャージショットなどで吹っ飛ばない。
弱点武器はバーニングホイール。
スラッシュマン（Slashman）
ステージはジャングル。ジャンプで移動し、時々その頂点から急降下したり地上で衝撃波での斬撃（スラッシュクロー）を繰り出したりする。ライフが減ってくると壁（フィールドの端）から急降下したり、赤い粘液の入ったカプセルを撒いたりする。
弱点武器は（拡散した）フリーズクラッカー。
シェードマン（Shademan）
ステージはワイリータワー。空を飛び、プレイヤーめがけて急降下で体当たりしてくる。その後フィールドの端で地上に降りて、波型に飛ぶ光線や反射する破壊音波（クラッシュノイズ）で攻撃してくる。チャージショットなどで吹っ飛ばない。
弱点武器はスラッシュクロー。
ターボマン（Turboman）
ステージは市街地。ジャンプからの炎（バーニングホイール）攻撃ののち自動車に変形しての体当たり、その後風を起こしての吸い込み攻撃をしてくる。自動車への変形中は無敵だが、吸い込み攻撃中はダメージを与えることが可能。チャージショットなどで吹っ飛ばない。
BGMは『ロックマン7』のオープニングステージのアレンジバージョンとなっている。
弱点武器はクラッシュノイズ（チャージ）。

#### その他のボスキャラクター
対応するコースの選択ステージのボスを全員撃破すると戦うことになる。いずれもチャージショットなどで吹っ飛ばすことができない。
イエローデビル（Yellow Devil）
『ロックマン』より。『ロックマン』 - 『2』、『ロックマン3』 - 『6』と2つのコースで登場するが、コースにより攻撃方法が大きく異なる。どちらも赤い目玉が弱点。
前述のとおりこのステージでは本作オリジナルのBGMが流れるが、この曲は次作『パワーファイターズ』のイエローデビル戦やPS版『ロックマン』のワイリーステージ（最初のボスがイエローデビル）で流れたりしている。
『ゲーメスト』では『ロックマン3』 - 『6』に登場する方はMK-IIと記載されている。
『ロックマン』 - 『ロックマン2』
本編と同じ巨大な姿で登場し、ジャンプで移動する。目からのエネルギー弾や9つに分裂しての体当たりのほか、掌を地面に叩きつけプレイヤーを吸い込んでダメージを与えたり、体の一部を立方体やパンチにして飛ばすなど、多彩な攻撃方法を持つ。チャージショットなどで吹っ飛ばないが、目玉を露出した状態なって一時的に動きは止まる。
弱点武器はスーパーアーム。
『ロックマン3』 - 『ロックマン6』
最初は『ロックマン』 - 『2』と同じ巨大な姿で登場するが、この時はジャンプによる移動しかしない（ただし滞空時間が短く、下をくぐりにくい）。ライフが一定以下になると3体の小型イエローデビルに分裂し、すばやいジャンプからエネルギー弾を降らせて攻撃してくる。ただし襲ってくるのは1体ずつで、一定のダメージを与えると戦っている個体と天井に控えている個体が入れ替わるという流れになる。3体とも倒すと最初の巨大な姿に戻り、以後倒すまでその状態が続く。
弱点武器はジャイロアタック。
VAN・プーキン（VAN・Pookin）
『ロックマン7』より。ロックマン7のコースにて登場。元々は中ボスだったが本作ではボスとして登場。カボチャ型のロボットで、ジャンプや空を飛んでの移動ののち、外殻を開いて弾を吐いたりコウモリ型ロボット「バットン」を生み出したりする。開いた外殻の中にある顔が弱点だが、閉じた状態でも目を狙えばダメージを与えられる。
弱点武器はサンダーストライク。
ワイリーマシン（Wily Machine）
本作オリジナルのワイリーマシン。本体下部・本体上部・ワイリーカプセルの三段重ねの構造になっており、宙に浮いた2つの手がついている。第2形態は、上部・下部どちらかの被ダメージが少なかった方が残って戦う。
第1形態
ジャンプで移動し、垂直上昇から落下したあと手をパンチやチョップのように動かして攻撃してくる。コースにより手の構え方が異なる。
弱点武器はクラッシュボム（の爆風）、ダストクラッシャー、スラッシュクロー。
第2形態（上部）
空中を波形に飛び、前方の広範囲に及ぶ電撃や、機体両側のトゲつき車輪を飛ばして攻撃する。空中から急降下で体当たりしたりもする。
弱点武器は（発射した）リーフシールド、ダストクラッシャー、スラッシュクロー。
第2形態（下部）
空中を直線的に飛び、画面上方から横一列にミサイル（クラッシュマンのボムと同様、爆風にしか当たり判定は無い）を降らせたり、プレイヤー目がけて飛んでくる4発1セットのドクロ機雷を出したりして攻撃する。
弱点武器はクラッシュボム（の爆風）、ダストクラッシャー、スラッシュクロー。
ワイリーカプセル（Wily Capsule）
ワイリーマシン本体を上部・下部ともに破壊すると出現。攻撃してこないが、出現すると2体に分身し、互いに間隔を保ちながら波形に移動する。プレイヤーは、左右のカプセルにランダムに移るDr.ワイリーを狙って攻撃しなければならない。また出現時には本来のタイマーとは別にカウントダウンが始まり、このカウントが0になると、ステージはクリアとなるがワイリーには逃げられ、スコアが加算されない。
弱点武器はローリングカッター、ダストクラッシャー、スラッシュクロー。

## 特殊武器

### 『ロックマン』 - 『2』
ローリングカッター - カットマンを撃破
弧を描いて戻ってくる鋏型のブーメラン。本編のものとは若干軌道が異なり、また2連射が可能で、戻ってきて回収できればエネルギーが回復するなど、『ロックマンX』のブーメランカッターに近い性能を持つ。
スーパーアーム - ガッツマンを撃破
本編とは違ってステージ中に投げられる岩が存在しないため、操作キャラクター自らが丸い岩を発射する武器に変更されている。岩は放物線状に飛び、チャージショットのように敵を吹っ飛ばす効果がある。
アイススラッシャー - アイスマンを撃破
前方に氷の弾を発射する。本編とは違って弾がつららのような形になっている。また、当たった敵を凍結させて動きを止める効果は無い。
クラッシュボム - クラッシュマンを撃破
床などに設置できる爆弾。本編のものと違い発射直後に落下する軌道であり、上入力同時で少しだけ飛距離が伸びる。弾そのものに当たり判定はなく、設置後一定時間で爆発する。爆風を当てればチャージショットのように敵を吹っ飛ばすことができる。
アトミックファイヤー - ヒートマンを撃破
本編のものとは大幅に性能が異なる武器。撃つと放物線状に飛び、地面に着弾すると火柱が上がるという『ロックマン6』のフレイムブラストに近い性能になっている。溜め撃ちも可能で、その時は発生する火柱も大きくなる。
リーフシールド - ウッドマンを撃破
木の葉型のバリア。本編のものと異なり、ショットボタンを押すことで飛んでいく。飛ばす方向はレバー入力により8方向にコントロール可能。纏ったまま敵に当てれば連続ヒットするが、その場合は飛ばして当てた時よりダメージは小さい。なお、展開した時には操作キャラクターが武器名を叫ぶ。

### 『ロックマン3』 - 『6』
マグネットミサイル - マグネットマンを撃破
磁石付きのミサイル。性能は本編のものとほぼ同じで、敵を察知すると一度だけ直角に曲がる。
ジェミニレーザー - ジェミニマンを撃破
壁（ステージの端）に当たると、反射して斜めに飛ぶレーザー。本編と違い2連射が可能。
ダストクラッシャー - ダストマンを撃破
敵や画面端に当たると斜め4方向に飛び散るジャンクの塊。チャージショットのように敵を吹っ飛ばす効果がある。
ジャイロアタック - ジャイロマンを撃破
前方にプロペラ型の弾を発射する。本編と同じく、レバー上か下で一度だけ軌道を直角に曲げることができる。
ナパームボム - ナパームマンを撃破
バウンドするラグビーボールのようなナパーム弾を発射する。ジャンプして撃てば大きくバウンドするようになっており、発射後一定時間で爆風が発生する。爆風を当てればチャージショットのように敵を吹っ飛ばすことができる。
プラントバリア - プラントマンを撃破
花びら形のバリア。性能は上記のリーフシールドと同じ。展開した時に操作キャラクターが武器名を叫ぶ点も同様。

### 『ロックマン7』
フリーズクラッカー - フリーズマンを撃破
斜め上、水平、斜め下の3方向に打ち分けられる氷の弾。敵や地形に当たると拡散する。
ジャンクシールド - ジャンクマンを撃破
ジャンクの塊を身に纏うバリア。使うと3方向に飛び出して回転し、もう一度ボタンを押すとジャンクが向いている方向に飛んでいく。このためリーフシールド・プラントバリアよりも発射方向のコントロールに制限がある。また纏ったまま体当たりし続けるとジャンクの塊が一つずつ消えていく。リーフシールド・プラントバリアと同じく、展開した時には操作キャラクターが武器名を叫ぶ。
サンダーストライク - クラウドマンを撃破
直進する電気の弾を発射する。敵に当たると上下2方向に分かれて飛ぶ。
スラッシュクロー - スラッシュマンを撃破
衝撃波で至近距離の敵を切り裂く武器。本編と違ってなぎ払うような動作はせず、他の特殊武器を同じく撃つような姿勢で放つ。また溜め撃ちが可能で、チャージすれば衝撃波を飛ばすことができる。
クラッシュノイズ - シェードマンを撃破
壁に当たると水平に反射する超音波で、それをプレイヤー自身が受けることで通常の倍の威力の超音波が発射できる。
バーニングホイール - ターボマンを撃破
炎がプレイヤーの周りを回転する。プレイヤーの向いている方向に炎を放てる。

## 移植版
アーケード稼働から時期をおいて家庭用ハードにも移植された。いずれも2作目である『ロックマン2・ザ・パワーファイターズ』とのカップリング移植となっている。
ロックマン バトル&ファイターズ
ネオジオポケット専用。2000年7月6日発売。カラー対応。オリジナル版2タイトルをハードの性能に合わせて（1人プレイのみ、一部BGMが削除されているなどして）1本に収録。オリジナル要素として、倒したボスキャラクターのデータを閲覧できるライブラリモードがある。2022年8月4日に『ネオジオポケットカラー セレクション』の1つとして、Nintendo Switchで配信された。
ロックマン パワーバトルファイターズ
PlayStation 2専用。2004年8月5日発売。オリジナル版2タイトルを完全移植し、1本に収録。また、プレイヤー同士の対戦やすべてのボスとの連戦などのオリジナルモードが追加されている。2017年1月18日PS2アーカイブスとしてPS3向けに配信が開始された。パワーバトルのBGMはCPS2版のものとなっている。
RETRO STATION
TRON社が制作したゲーム機。日本では2021年4月末に発売された。
「ストリートファイターII」シリーズと「ロックマン」シリーズの中から10本収録されており、この中にAC版2作が入っている。収録されているのは海外版（『ロックマン&フォルテ』除く）であり、メニューの言語を日本語に変えることはできるが、ゲーム自体を日本版に変えることはできない。
本体はロックマンをモチーフとしているという。テレビ接続可能。
カプコンアーケード2ndスタジアム
対応機種はNintendo Switch、PlayStation 4、Xbox One、Steam。2022年7月22日発売。オリジナル版2タイトルを完全移植。日本国内版と海外版の切り替えが可能。なお、パワーバトルはCPS1版である。

## スタッフ
- プランナー：OHKO（大小原宏治）、ZANZO、(^－^")
- プログラマー：T・HIROKADO（廣門輝明）、GIU、KAYSUO、OHI（大井新吾）
- オブジェクトデザイン：K.TOKUNAGA、TOP JOY、YOU-TENKOZOW（中野雄天）、SENSEI（末次治樹）、TAKEP、EIZI.MURABAYASHI、DELTA、井川純、JON（奈良裕之）、TANIDA（谷田仁子）、DJA、KOGA.M、ZEPHYR SAKUNO
- スクロールデザイン：KISABON（木佐貫久司）、YUMIKO（中塚由美子）、TAKAPON、TAKE、SATOMI、TABUHE（田淵亘）、TAKA（藤原崇）
- サウンドデザイン：MOE・T（北村武）、PICARD MIJ、HACHI BBE（鉢迫渉）
- プロデューサー：IYONO PON
- スペシャルサンクス：CS ROCKMAN TEAM、DIRTY BERET（PON、S.Y、SAILOR）、S.YASUKI、SAKOMIZU（迫水新一郎）、CAPCOM ALL STAFF